# Hypsosinga holzapfelae
Espèce
Synonymes
- Araneus holzapfeli Lessert, 1936
- Araneus holzapfelae Lessert, 1936

Hypsosinga holzapfelae est une espèce d'araignées aranéomorphes de la famille des Araneidae.

## Distribution
Cette espèce se rencontre au Mozambique, au Kenya et en Afrique du Sud au KwaZulu-Natal, au Mpumalanga, au Limpopo et au Gauteng,.

## Description
Le mâle syntype mesure 2,5 mm et la femelle syntype 3,5 mm.

## Systématique et taxinomie
Cette espèce a été décrite sous le protonyme Araneus holzapfeli par Lessert en 1936. Elle est placée dans le genre Hypsosinga par Kioko, Marusik, Li, Kioko et Ji en 2021.

## Étymologie
Cette espèce est nommée en l'honneur de Monika Holzapfel.

## Publication originale
- Lessert, 1936 : « Araignées de l'Afrique orientale portugaise, recueillies par MM. P. Lesne et B.-B. Cott. » Revue suisse de zoologie, vol. 43, no 9, p. 207-306 (texte intégral).